# Fada N'gourma
Fada N'gourma er en by i det østlige Burkina Faso, med et befolkningstal (pr. 2007) på cirka 123.000. Byen ligger placeret 219 kilometer øst for hovedstaden Ouagadougou.